# Orang-outan de Bornéo
Pongo pygmaeus
Espèce
Statut de conservation UICN

 CR A4abcd : 
En danger critique
Statut CITES
Répartition géographique
L’Orang-outan de Bornéo (Pongo pygmaeus) est l'une des trois espèces du genre Orang-outan ou Pongo, qui appartient à la famille des hominidés. Il est endémique de l'île Bornéo, en Asie du Sud-Est, qui se partage entre l'Indonésie et la Malaisie. L'espèce est menacée par la perte de son habitat naturel. Sa population a baissé de 25 % entre 2005 et 2015.

## Dénominations
Cette espèce porte le nom normalisé d'orang-outan de Bornéo, en référence à l'île de Bornéo sur laquelle il se trouve. « Orang-outan » provient de l'indonésien et du malais « orang hutan », qui signifie « personne de la forêt » (ou « des bois »),.
Son nom scientifique, Pongo pygmaeus, est composé du nom générique, Pongo, et d'une épithète spécifique, pygmaeus. Le premier provient du kikongo (langue d'Afrique centrale) « mpongi »,, un mot qui servait initialement à désigner les gorilles dans cette région africaine, repris par Andrew Battel en anglais, puis par Buffon en français, qui pensait alors que les gorilles et les orangs-outans pouvaient ne former qu'une seule espèce. Le second fait référence à sa petite taille.

## Caractéristiques

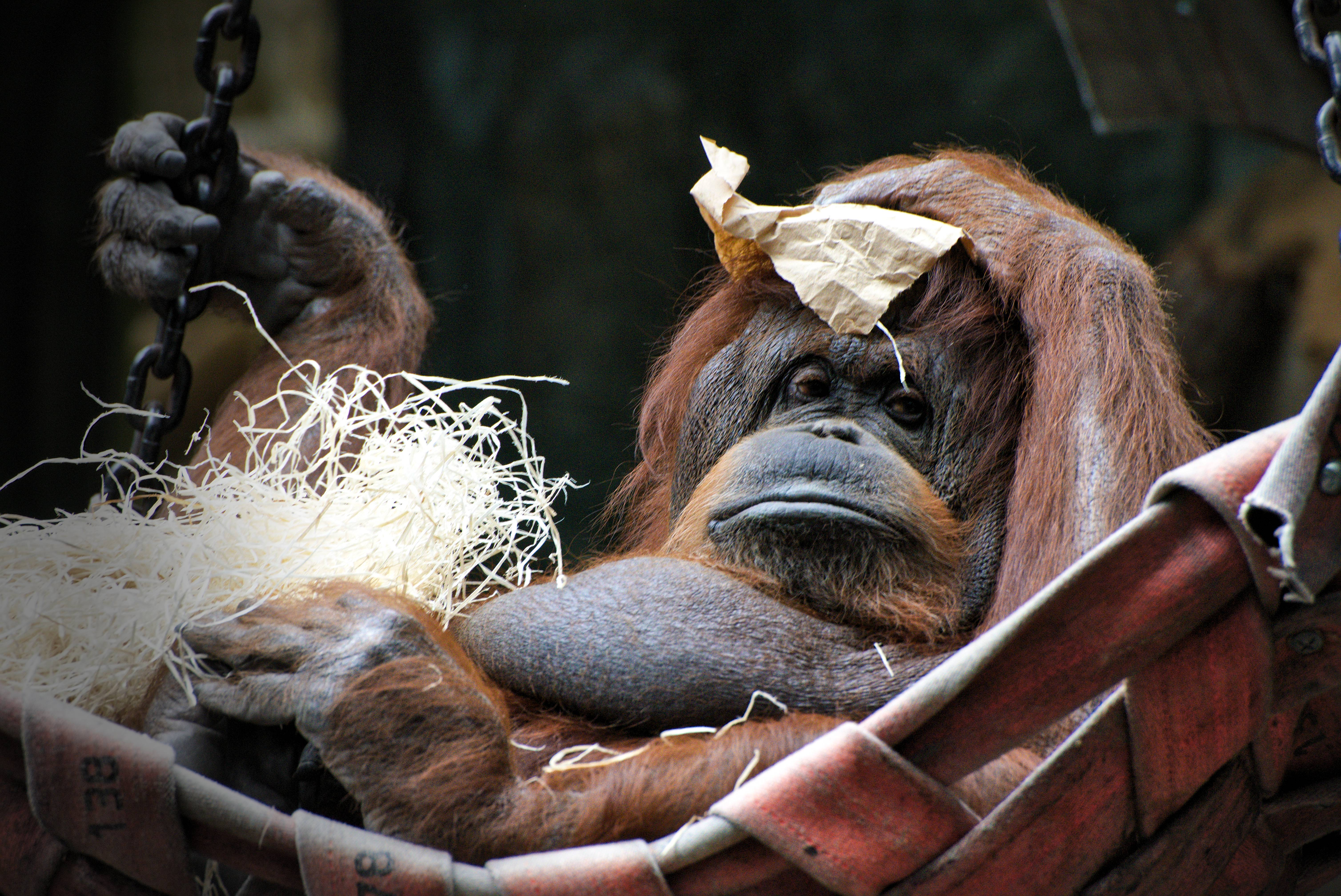
Nénette à la ménagerie du Jardin des plantes de Paris.

L'Orang-outan de Bornéo est un singe aux longs bras et au pelage roux, parfois brun. Le mâle mesure environ 97 cm de haut pour un poids de 87 kg et la femelle mesure 78 cm pour un poids de 37 kg.
Les orangs-outans peuvent vivre de trente à quarante ans dans la nature. Nénette, une femelle née vers 1969 à Bornéo et hébergée à la ménagerie du Jardin des plantes de Paris depuis 1972, a désormais près de cinquante-cinq ans.
Comme les autres grands singes, les gorilles et les chimpanzés, et peut-être les Macaques crabiers, les Macaques de Tonkean, les capucins..., les orangs-outans de Bornéo sont doués de capacités cognitives comme la faculté de se reconnaître dans un miroir, des capacités qui font l'objet de recherche dans la nature et dans les zoos.

## Écologie et comportement

### Alimentation
L'orang-outan de Bornéo est principalement frugivore, les fruits représentent plus de 60 % de son alimentation. Il se nourrit également de feuilles, de fleurs, d'écorce, de sève, de champignons, d'insectes et d'œufs d'oiseaux. Cette alimentation est saisonnière, ce qui modifie l'énergie disponible en fonction de la disponibilité en fruits (voir C. Knott). L'orang-outan est aussi capable de distinguer près de 1700 variétés végétales pour son usage, ses soins ou sa nourriture.

### Reproduction
Le cycle menstruel de la femelle dure environ 30 jours, l'ovulation a lieu le 15e jour du cycle. Lors de la copulation, le mâle et la femelle sont généralement face à face et se tiennent par les bras. La période de gestation est d'environ 9 mois, la femelle donne naissance à un seul petit, rarement deux. La mère s'occupe du petit pendant 6 ans. Elle donne naissance tous les 6 à 8 ans.

## Habitat et répartition

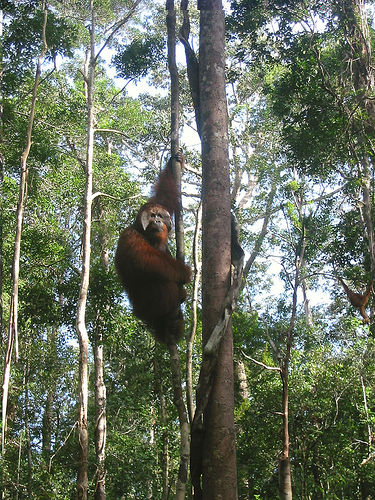
Victoire du roi Orangutang.

Cette espèce est endémique de Bornéo, où elle est présente à Kalimantan (région indonésienne), à Sabah et à Sarawak (États malaisiens). Elle vit dans la forêt inondable de basse altitude de Diptérocarpacées. Les larges fleuves sont infranchissables par cette espèce qui ne sait pas nager, ils constituent donc une barrière naturelle qui limite son expansion.

## Classification
Phylogénie des espèces actuelles d'hominidés, d'après Shoshani et al. (1996) et Springer et al. (2012) :
|  | Pongo abelii – Orang-outan de Sumatra                                                                                    |
|  | |
|  | \| \| Pongo pygmaeus – Orang-outan de Bornéo \| \| \| \| \| \| Pongo tapanuliensis – Orang-outan de Tapanuli \| \| \| \| |
|  | |
|  | Pongo pygmaeus – Orang-outan de Bornéo                                                                                   |
|  | |
|  | Pongo tapanuliensis – Orang-outan de Tapanuli                                                                            |
|  | |

|  | Pongo pygmaeus – Orang-outan de Bornéo        |
|  |                                               |
|  | Pongo tapanuliensis – Orang-outan de Tapanuli |
|  |                                               |

|  | Gorilla beringei – Gorille de l'Est  |
|  |                                      |
|  | Gorilla gorilla – Gorille de l'Ouest |
|  |                                      |

| Panina → Pan    | \| \| Pan paniscus – Chimpanzé pygmée ou Bonobo \| \| \| \| \| \| Pan troglodytes – Chimpanzé commun \| \| \| \| |
|                 | \| \| Pan paniscus – Chimpanzé pygmée ou Bonobo \| \| \| \| \| \| Pan troglodytes – Chimpanzé commun \| \| \| \| |
| Hominina → Homo | Homo sapiens – Homme moderne                                                                                     |
|                 | Homo sapiens – Homme moderne                                                                                     |
|                 | Pan paniscus – Chimpanzé pygmée ou Bonobo                                                                        |
|                 | |
|                 | Pan troglodytes – Chimpanzé commun                                                                               |
|                 | |

|  | Pan paniscus – Chimpanzé pygmée ou Bonobo |
|  |                                           |
|  | Pan troglodytes – Chimpanzé commun        |
|  |                                           |

|  | Gorilla beringei – Gorille de l'Est  |
|  |                                      |
|  | Gorilla gorilla – Gorille de l'Ouest |
|  |                                      |

| Panina → Pan    | \| \| Pan paniscus – Chimpanzé pygmée ou Bonobo \| \| \| \| \| \| Pan troglodytes – Chimpanzé commun \| \| \| \| |
|                 | \| \| Pan paniscus – Chimpanzé pygmée ou Bonobo \| \| \| \| \| \| Pan troglodytes – Chimpanzé commun \| \| \| \| |
| Hominina → Homo | Homo sapiens – Homme moderne                                                                                     |
|                 | Homo sapiens – Homme moderne                                                                                     |
|                 | Pan paniscus – Chimpanzé pygmée ou Bonobo                                                                        |
|                 | |
|                 | Pan troglodytes – Chimpanzé commun                                                                               |
|                 | |

|  | Pan paniscus – Chimpanzé pygmée ou Bonobo |
|  |                                           |
|  | Pan troglodytes – Chimpanzé commun        |
|  |                                           |

|  | Pongo abelii – Orang-outan de Sumatra                                                                                    |
|  | |
|  | \| \| Pongo pygmaeus – Orang-outan de Bornéo \| \| \| \| \| \| Pongo tapanuliensis – Orang-outan de Tapanuli \| \| \| \| |
|  | |
|  | Pongo pygmaeus – Orang-outan de Bornéo                                                                                   |
|  | |
|  | Pongo tapanuliensis – Orang-outan de Tapanuli                                                                            |
|  | |

|  | Pongo pygmaeus – Orang-outan de Bornéo        |
|  |                                               |
|  | Pongo tapanuliensis – Orang-outan de Tapanuli |
|  |                                               |

|  | Gorilla beringei – Gorille de l'Est  |
|  |                                      |
|  | Gorilla gorilla – Gorille de l'Ouest |
|  |                                      |

| Panina → Pan    | \| \| Pan paniscus – Chimpanzé pygmée ou Bonobo \| \| \| \| \| \| Pan troglodytes – Chimpanzé commun \| \| \| \| |
|                 | \| \| Pan paniscus – Chimpanzé pygmée ou Bonobo \| \| \| \| \| \| Pan troglodytes – Chimpanzé commun \| \| \| \| |
| Hominina → Homo | Homo sapiens – Homme moderne                                                                                     |
|                 | Homo sapiens – Homme moderne                                                                                     |
|                 | Pan paniscus – Chimpanzé pygmée ou Bonobo                                                                        |
|                 | |
|                 | Pan troglodytes – Chimpanzé commun                                                                               |
|                 | |

|  | Pan paniscus – Chimpanzé pygmée ou Bonobo |
|  |                                           |
|  | Pan troglodytes – Chimpanzé commun        |
|  |                                           |

|  | Gorilla beringei – Gorille de l'Est  |
|  |                                      |
|  | Gorilla gorilla – Gorille de l'Ouest |
|  |                                      |

| Panina → Pan    | \| \| Pan paniscus – Chimpanzé pygmée ou Bonobo \| \| \| \| \| \| Pan troglodytes – Chimpanzé commun \| \| \| \| |
|                 | \| \| Pan paniscus – Chimpanzé pygmée ou Bonobo \| \| \| \| \| \| Pan troglodytes – Chimpanzé commun \| \| \| \| |
| Hominina → Homo | Homo sapiens – Homme moderne                                                                                     |
|                 | Homo sapiens – Homme moderne                                                                                     |
|                 | Pan paniscus – Chimpanzé pygmée ou Bonobo                                                                        |
|                 | |
|                 | Pan troglodytes – Chimpanzé commun                                                                               |
|                 | |

|  | Pan paniscus – Chimpanzé pygmée ou Bonobo |
|  |                                           |
|  | Pan troglodytes – Chimpanzé commun        |
|  |                                           |

### Sous-espèces
Selon Mammal Species of the World (version 3, 2005)  (26 févr. 2011) :

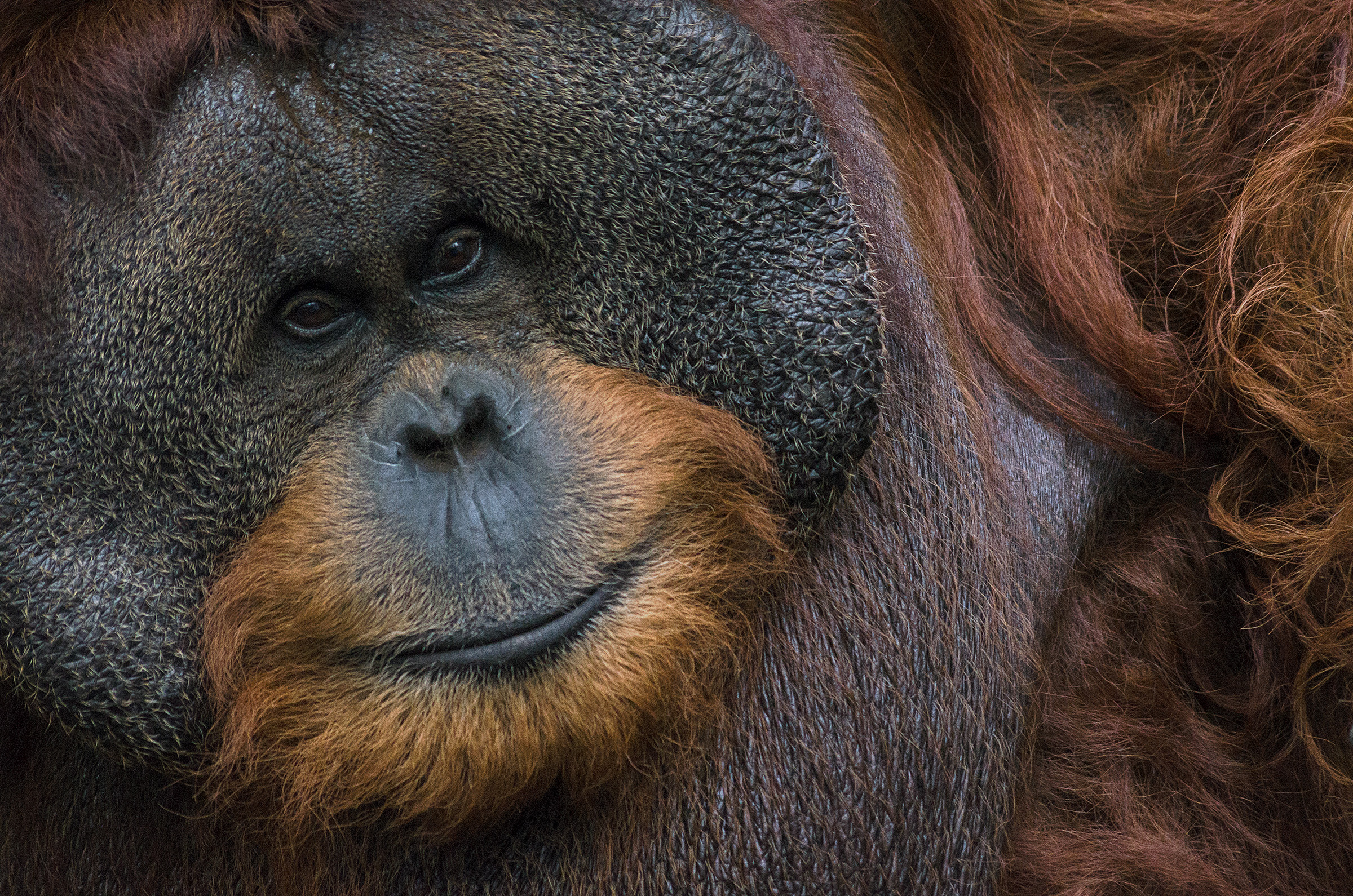
Un mâle de la sous-espèce Pongo pygmaeus wurmbii.

- sous-espèce Pongo pygmaeus morio (Owen, 1837) - en danger critique d'extinction (CR)
- sous-espèce Pongo pygmaeus pygmaeus (Linnaeus, 1760) - en danger critique d'extinction (CR). Cette sous-espèce a été incluse en 2010 et en 2018 dans la liste des 25 espèces de primates les plus menacées au monde.
- sous-espèce Pongo pygmaeus wurmbii (Tiedemann, 1808) - en danger critique d'extinction (CR)

Sous-espèces éteintes :
- † Pongo pygmaeus ciochoni
- † Pongo pygmaeus devosi
- † Pongo pygmaeus fromageti
- † Pongo pygmaeus kahlkei
- † Pongo pygmaeus palaeosumatrensis

## Statut de conservation et menaces

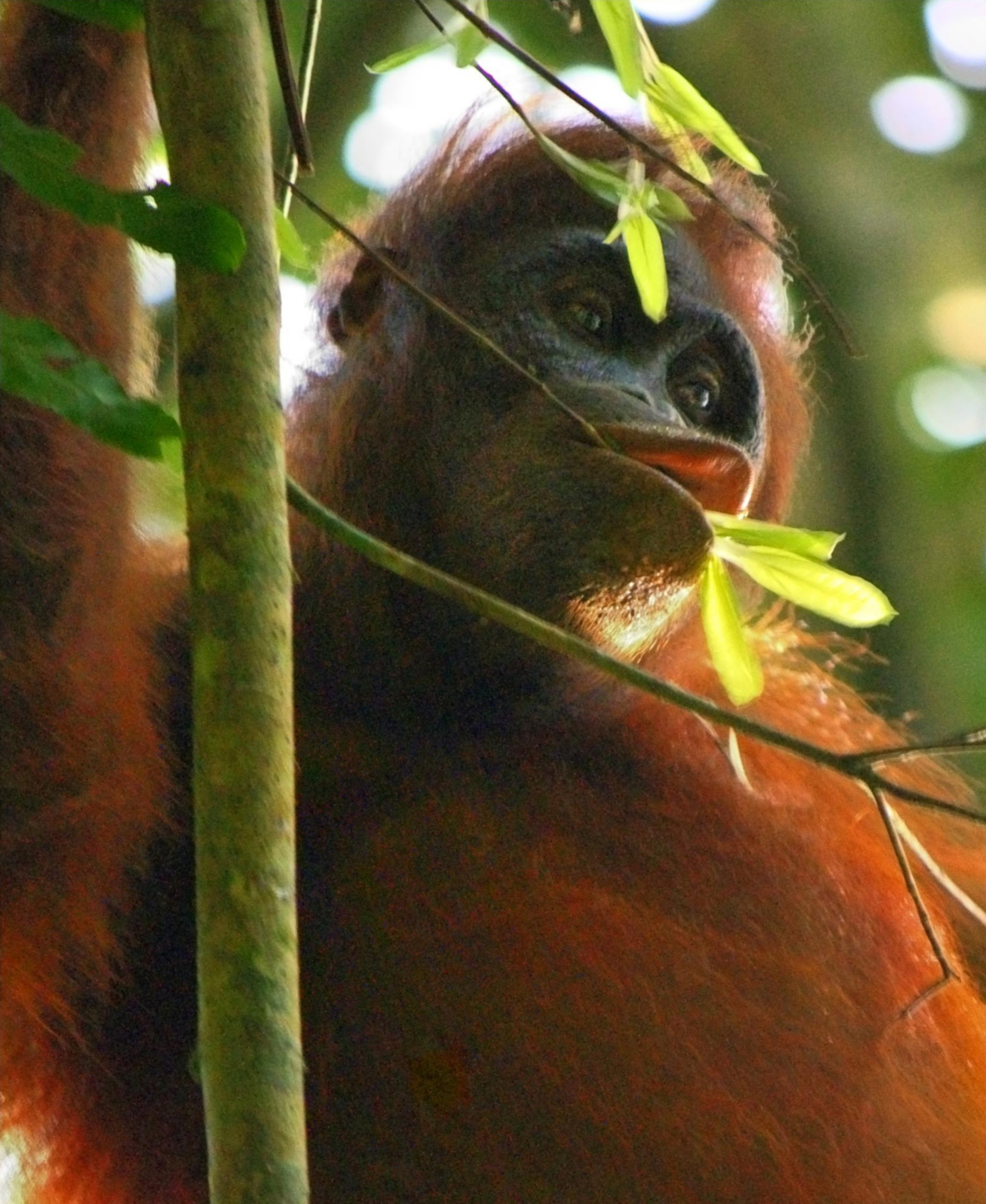
Orang-outan dans le parc national de Kutai (Indonésie).

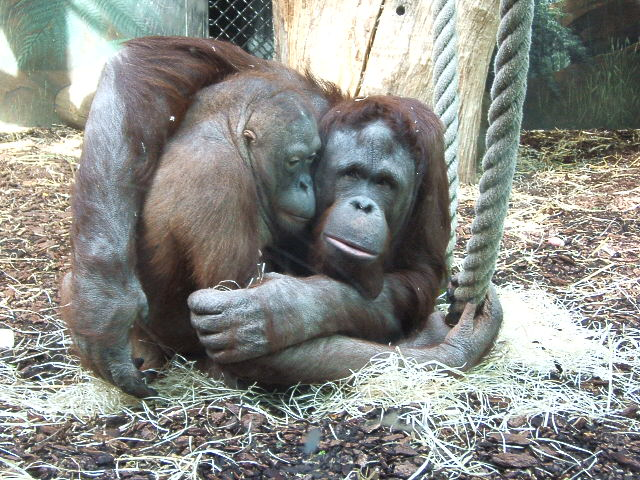
Orangs-outans de Bornéo à la ménagerie du Jardin des plantes de Paris.

La population des orang-outans de Bornéo comptait en 2007 d'après l'UICN entre 45 000 et 69 000 individus, entre 3 000 et 30 000 fin 2010, selon une estimation des associations locales et internationales de protection de l'orang-outan. L'espèce aura disparu totalement à l'état sauvage avant la fin de la décennie (2020) si rien n'est fait, notamment la création de sanctuaires protégés dans les dernières forêts tropicales humides malaisiennes et indonésiennes. Le calcul de leur population se fait par estimation : on observe le nombre de nids, puis on extrapole pour une zone, ce qui n'est donc valable que pour une région. L'UICN et l'UNESCO ont dressé une carte assez précise. Une synthèse des données est disponible Mais ces mêmes pays qui tirent profit de la déforestation massive, souvent unique richesse, ne parviennent pas encore à délimiter et à transformer des surfaces boisées qui se raréfient de jour en jour, en parcs nationaux protégées, à moins qu'ils y soient contraints par les instances et organisations internationales, au nom de la sauvegarde de la biodiversité mondiale. Ce qui est, semble-t-il, la seule et ultime solution contraignante mais efficace à court terme, avant l'épuisement total de l'espèce à l'état naturel. Si la législation indonésienne existe pour protéger les orangs-outans, et si des décrets présidentiels ont été promulgués pour délimiter des zones, les faits priment sur le droit, la corruption empêche le respect des limitations et la pauvreté pousse à la destruction de l'environnement. Le principal problème qui se pose ici, est celui de l'enclavement : la forêt ne se rétrécit pas en reculant sur un front, mais par encerclement le long des routes et des rivières, ce qui empêche les orangs-outans de fuir et réduit encore plus leurs possibilités de reproduction.